# マルタ護送船団の海戦
マルタ護送船団の海戦（マルタごそうせんだんのかいせん、Battle of the Malta Convoy）は、1800年2月18日、フランス革命戦争中に、マルタ包囲戦のさなかに起きた海戦である。この時マルタは1年半もの間、シチリアのパレルモを基地とするホレーショ・ネルソンが総指揮を執る、イギリス海軍の戦隊により海上封鎖されており、陸上ではイギリス、ポルトガル、そしてマルタ非正規兵が、フランス軍の駐屯する首都バレッタを包囲していた。この1800年2月、ナポリ王国政府は、包囲軍のポルトガル兵を自国の兵と替え、このナポリ兵たちは、ネルソンとキース卿ジョージ・エルフィンストーンと共にマルタに派遣された。彼らが着いたのは2月17日のことだった。フランスの駐屯隊は、1800年が明けて間もない時期には、かなり食糧が不足しており、駐屯隊による実効支配をマルタで維持するため、なりふりかまわぬ試みがなされ、バレッタに、食糧や武器や援軍を輸送するための、ジャン＝バティスト・ペレー准将下の船団がトゥーロンで編成された。2月17日、海岸線沿いにイギリスの封鎖戦隊をかわすことを期待して、このフランス船団は南東からマルタに接近した。
1800年2月18日、イギリス艦「アレグザンダー」の見張り役がフランスの船団を発見し、ネルソン戦隊の残りの艦を連れてこの船団を追った。この時エルフィンストーンはバレッタにいなかった。大部分のフランス艦はイギリスの追跡を引き離したが、1隻の輸送艦が追い抜かれて降伏を余儀なくされ、一方でペレーの旗艦である「ジェネリュー」は、自分よりもっと小型のフリゲート艦である「サクセス」に妨害されていた。砲撃が始まった時、「サクセス」はかなりの損害を受けたが、ペレーは致命傷を負った。この交戦によるフランス船団の遅れから、イギリス主力戦隊は船団に追いつくことができ、いちじるしく数の上で劣った「ジェネリュー」は降伏した。ペレーは負傷してほどなく亡くなり、物資はどれ一つとしてマルタに届かなかったが、フランス駐屯隊は、形勢がイギリス有利となって行く中でその後7か月間持ちこたえ、1800年9月4日に降伏した。

## 歴史的背景
フランス革命戦争中の1798年5月、将軍ナポレオンの指揮の下、フランス遠征軍がトゥーロンから出港した。地中海を横切り、マルタを6月上旬に占領してさらに南をめざし、7月1日にエジプトに上陸した。アレクサンドリア近くに上陸したナポレオンは、ここを攻略して奥地へと進み、アジアにおける作戦計画の第一段階を完了した。フランソワ・ブリュイ・デガリエの指揮下にあるフランス艦隊は、アレクサンドリアの北西20マイル（32キロ）にあるアブキール湾に投錨し、陸軍の上陸を支援するようにとの命令を受けた。8月1日、投錨していた艦隊は、ネルソン少将指揮下の艦隊の出現に不意打ちを食らった。この後にナイルの海戦が起こり、フランスの13隻の戦列艦のうち11隻、そして4隻のフリゲート艦のうち2隻がそれぞれ壊されまたは拿捕された。ブリュイは戦死し、残りの乗員は翌8月2日にどうにか湾の外に出て、分裂してクレタ島周辺海域へ向かった、ケルキラ島へ北進した「ジェネリュー」は、航行中のイギリスの4等艦「リアンダー」と交戦し、これを拿捕した。その他の艦、「ギョーム・テル」と、2隻のフリゲートの艦長、ピエール＝シャルル・ヴィルヌーヴとドゥニ・ドゥクレ両准将は、西へ進んでマルタへ向かい、この島が包囲された正にその時に到着した。

フランス支配下のマルタではカトリック教会が解体させられ、これが住民の間ではなはだしく不評を買っていた。1798年9月2日に、教会の財宝が競売にかけられていた時に、武装した反乱軍が、クロード＝アンリ・ベルグラン・ド・ヴァーボワ将軍指揮下のフランス駐屯隊を打ちのめし、駐屯隊は月末までに首都バレッタへと退却した。駐屯隊は約3000人の規模だったが、食糧の蓄えが限られており、本国から海上を経由して食糧を届けようとするも、港に停泊しているイギリスとポルトガルの戦隊によりかなりの制約を受けた。この海上封鎖は、シチリアのパレルモを拠点とする、今や男爵となったネルソンの指揮のもとにあり、直接には「アレグザンダー」の艦長であるアレクサンダー・ボールが仕切っていた。1799年を通じて、マルタは農作物の生産に不向きであること、地中海以外の海域での任務受諾による物資や部隊の不足、地中海西部でのエティエンヌ・ユスターシュ・ブリュイ艦隊の出現などの様々な要因が、海上封鎖の士気を萎えさせた。しかし、駐屯隊へわずかながら食糧が届けられたにもかかわらず、ヴォーボワの駐屯隊にはだんだん飢餓と病気とが蔓延し始めた。この年の終わり近く、ボールは包囲を指揮しているマルタ兵の援助のために上陸し、アレクサンダーの指揮は、自分の代わりに一等海尉のウィリアム・ハリントンに執らせた。

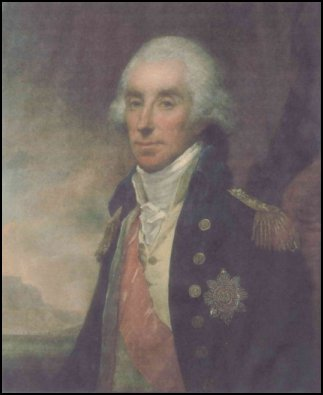
キース卿ジョージ・エルフィンストーン

1800年の1月、もし食糧の再補給がなされないのなら、バレッタは降伏の危機にあることをさとり、フランス海軍はトゥーロンで船団を準備した。この船団はシプリアン・ルノーダン艦長の「ジェネリュー」、20門のコルベット「バディーヌ」と「フォーベット」、そして16門艦「サンパレイユ」、そして2，3隻の輸送艦から構成されていた。この船団の指揮を取ったのは、ジャン＝バティスト・ペレー准将だった。ペレーはその前年にアッコ沖で捕虜となり、仮出獄したばかりだった。ペレーはイギリス軍に見つかって妨害を受けないうちに、意図的に封鎖艦隊の間を縫って、南西からマルタ沿岸のバレッタに近づくように指示を受けていた。船団は2月7日に出港した。物資に加えて、船団は3000人近い駐屯隊への援軍も輸送していたが、駐屯隊の貯蔵食糧を補給するのであれば、援軍を送るのはそれを無効にすることであり、必要のないやり方だった。
フランスが援軍を計画している間、イギリス海軍は、マルタに駐屯している500人のポルトガルの海兵隊を、フェルディナンド1世から支援された1200人のナポリの部隊と交替させた。ネルソンは当時、ナポリ王国の政治、特に駐ナポリのイギリス大使ウィリアム・ハミルトンの妻エマに利益をもたらす封鎖の任務を怠っており、ナポリ王国の護送船団と同行するように指示された。援軍の派遣は、ネルソンの上官にして最高指揮官であり、旗艦「クイーン・シャーロット」に乗艦しているジョージ・エルフィンストーン中将により行われた。

## 戦闘

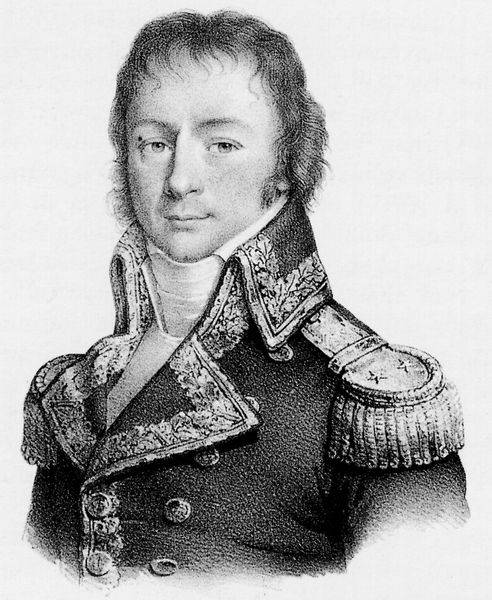
ジャン＝バティスト・ペレー

1800年2月の第一週、エルフィンストーンの船団はマルタ沖に到着し、マルサ・シロッコにナポリ兵を上陸させた。バレッタ沖に停泊中の2月17日に、エルフィンストーンはフリゲート「サクセス」から文書を受け取った、それには、フランスの護送船団がシチリア方向からこの島に接近しているとあった。シュルダム・ピアード艦長の「サクセス」は、トラーパニ沖の海域を監視するように命じられていた。トゥーロンからやって来たペレーの船団を見つけた後、ピアードはマルタに近づくこの船団を追跡した。知らせを受けたエルフィンストーンは、すばやく「ライオン」に命じて、マルタと、沖合の島のゴゾの間の海峡を見張らせた。その間ネルソンの旗艦の「フードロイヤント」、そして「オーディシャス」と「ノーサンバーランド」は、マルタの南東岸にいた「アレクサンダー」に合流した。エルフィンストーンは旗艦「クイーン・シャーロット」でバレッタ沖にとどまり、港の戦隊を監視した。 
2月18日の夜明け、「アレクサンダー」の見張り役が、バレッタに向かうフランスの護送船団が、マルタの沿岸を、ネルソンの3隻の艦に追われて海の方に向かうのを見つけた。8時には輸送艦「ヴィユ・ド・マルセイユ」が追いつかれ、ハリントンの艦「アレグザンダー」に降伏したが、他のフランスの小型艦は13時30分に針路を変え、何とか海に出て、バディーヌが一団を指揮した。「ジェネリュー」は小型艦について行くことができず、「アレクサンダー」と交戦し、風下に進む代わりに今いる位置を守り通した。この位置は「アレグザンダー」が容易に入ってこられなかったが、「サクセス」のピアード艦長は、自分の小さなフリゲートをフランスの戦列艦に近づけて、その船首を横切り、猛攻撃を開始した。ピアードは、「ジェネリュー」の士官がどうにかして艦の向きを変え、「サクセス」に砲火を浴びせるその前に、「ジェネリュー」の艫側に何度か片舷斉射を浴びせた。この斉射は「ジェネリュー」の艤装とマストに深刻な損害を与えた。しかしこの段階では、ペレーはもはや指揮を取れる状態ではなかった。最初の片舷斉射で左目に破片が入り、一時的にものが見えなくなったのである。艦上のペレーは乗員に「お前たち、何もやって来ないから仕事を続けろ」（Ce n'est rien, mes amis, continuons notre besogne）と叫び、艦の向きを変えるように命令したところ、「サクセス」の二度目の片舷斉射の砲弾が、彼の右足を太ももからとばし、ペレーは意識を失って甲板に崩れた。
「サクセス」もかなりの損害を受けて漂流していたが、この交戦による遅れで、ネルソンの旗艦で、エドワード・ベリー艦長指揮下の「フードロイヤント」と、ジョージ・マーティン艦長指揮下の「ノーサンバーランド」が、16時30分には「サクセス」のそばに寄って来た。「フードロイヤント」はフランス艦に2発の砲撃を放ち、士気を失ったフランスの士官は、近づきつつあるイギリス艦にこの地点から単発の片舷斉射を行い、5時30分に降伏した。残りのフランス艦は海の方へと逃げて最終的にトゥーロンに着いた。その一方でイギリス戦隊は、拿捕した艦をまとめて、トゥーロン沖のエルフィンストーンのもとに戻った、この交戦でのイギリスの死傷者は、戦死とが1人に負傷が9人だった、これらすべては「サクセス」の乗員で、かたやフランスはペレー1人にとどまった。ペレーが亡くなったのはその夜のことで、その死に関しては、イギリス戦隊の中で様々な反応があった。ある者は勇敢で才能ある人物としてその死を悔やみ、一方では、ペレーが捕虜となった後に恭順宣誓 に違反したことに対し、「名誉を挽回できて幸運なことだ」と考える者もいた。

## 戦闘後の英仏両国

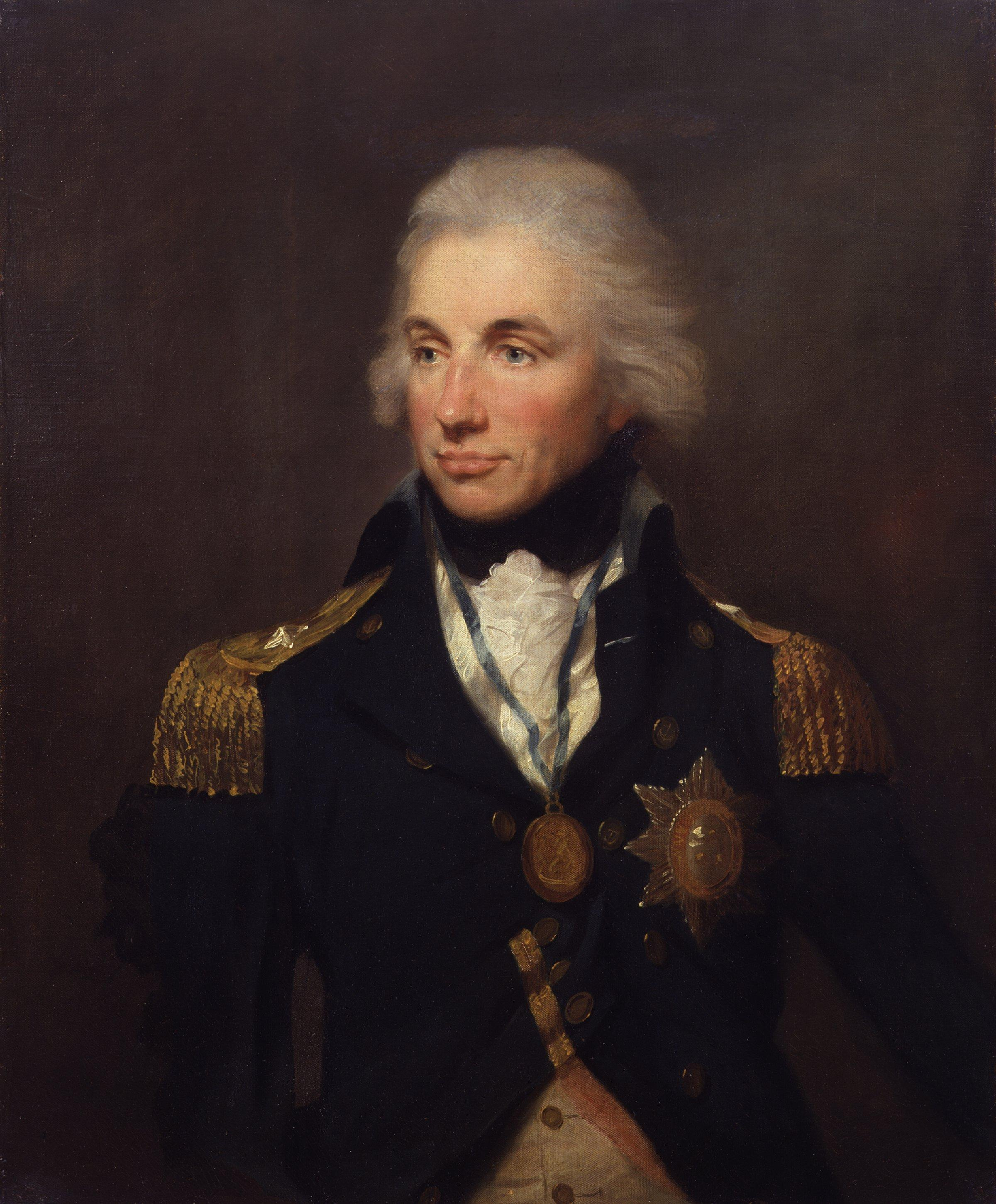
ホレーショ・ネルソン

フランスの降伏はエドワード・ベリーによって承認された、ベリーは、「リアンダー」が1798年に拿捕されて、捕虜となった時以来の艦上任務だった。ネルソンはとりわけ、「ジェネリュー」の拿捕に喜んでいた。この艦は2年前のナイルの戦いで逃した艦だった。「ジェネリュー」は損害は軽微なもので、ミノルカ島に、「クイーン・シャーロット」に乗っていた海尉のトマス・コクランと弟の士官候補生アーチボルド・コクランの指揮の下修理にやらされた。この航海の間、「ジェネリュー」は強い嵐に見舞われた。嵐は1度きりであったが、コクラン兄弟のリーダーシップと身をもって示した模範のおかげで、どうにかマオーに着くことができた。「ジェネリュー」は、その後ほどなくしてイギリス海軍の軍艦「ゼネリュース」となった。ネルソンはエルフィンストーンによりヴィクトリーに転属されたが、ネルソンはハリントンとピアードを、フランス船団を見つけ出して戦闘に持ち込んだことで大いに称賛した 。フランス戦隊がマルタに着いた時に、マルタ沖にイギリス戦隊が出現したことは大部分が運によるものであり、戦闘後まもなくボールがエマに送った手紙に、それはネルソンのおかげであると記されている。
あなたが彼を天性の提督と呼ぶのももっともなことだろう、彼の行く先々で運命が微笑んでいる。我々はマルタの沖で1年4か月にわたり封鎖を続け、その間敵は今月に至るまで救援を投げ出すことはなかった。敵が島から数リーグ（約9.7キロから10.5キロ）の場所にいたその日、閣下はマルタに着き、主だった艦を拿捕したので、敵は誰も港に入れなかった。—アーンル・ブラッドフォードNelson: The Essential Hero, 1977
エルフィンストーンは交戦の結果に満足したが、ネルソンに海上封鎖の任務について、決して戻らないように命令した。もしシチリアに行く場合には、シラクサ港を使うように命じた。エルフィンストーンはその後リヴォルノに向かったが、そこで突然の火災で旗艦が焼失し、700人以上の乗員が死んだ。しかし彼はその時乗艦していなかった。3月の始めには、ネルソンは海上封鎖の任務にうんざりしており、エルフィンストーンの命令に反して再びパレルモへ向かった。封鎖の指揮には「カローデン」とトマス・トラウブリッジ艦長を残しておいた。3月、ネルソンはパレルモで休暇中であったが、この時ナイルの海戦の最後生き残りで、フランスの戦列艦ギョーム・テルがマルタを脱出し、1800年3月31日の海戦でフードロイアントのベリー率いるイギリス戦隊に負けた。ネルソンは4月に短期間引き返したが、艦上にはハミルトン夫妻が乗っており、多くの時間をマルサ・シロッコで、情事の「随行員」としてエマと過ごした 。
「ジェネリュー」の艦長シプリアン・ルノーダンと、「ヴィユ・ド・マルセイユ」のジョゼフ・アルマンは、共に艦を失ったかどで自動的に軍法会議にかけられたが、無罪放免された。フランス海軍はその後それ以上マルタに近づこうとはせず、その後の試みではフランス艦は封鎖にあい、わずか1隻のフリゲート艦だけが封鎖を破ってフランスに戻った。ペレーの船団の物資が届かなかったため、駐屯隊の間に飢餓と病気が蔓延し、8月の終わりには1日に着き100人もの兵が死亡した。9月4日、ヴォーボワは最終的に条件付きの降伏をし、島をイギリスに明け渡し、その後164年間にわたりこの島はイギリス領となった。